# Hypomyces semitranslucens
Hypomyces semitranslucens är en svampart som beskrevs av G.R.W. Arnold 1971. Hypomyces semitranslucens ingår i släktet Hypomyces och familjen Hypocreaceae.  Artens status i Sverige är: Ej påträffad. Inga underarter finns listade i Catalogue of Life.